# كأس أذربيجان 1993–94
كأس أذربيجان 1993–94 (بالأذرية: 1993-94 Azərbaycan Kuboku)‏ هو الموسم 3 من كأس أذربيجان. أقيم خلال الفترة سبتمبر 1993 وحتى مايو 1994، وأشرف على تنظيمه اتحاد أذربيجان لكرة القدم، وكان عدد الأندية المشاركة فيه 45، وفاز فيه نادي كاباز.